# Kanamat Botachev
Kanamat Khousseïevitch Botachev (en russe : Канамат Хусеевич Боташев), né le 20 mai 1959 à Nijniaïa Teberda dans l'oblast autonome des Karatchaïs-Tcherkesses et mort le 22 mai 2022 près de Popasna dans l'oblast de Louhansk, est un pilote et officier russe, major-général, héros de la fédération de Russie.

## Biographie
En 1976, il obtient son diplôme d'études secondaires. En 1981, il est diplômé de l'école supérieure des pilotes de l'aviation militaire de Ieïsk. En 2010, il est diplômé de l'Académie militaire de l'état-major général des forces armées de Russie.
Le 29 décembre 2012, une procédure est ouverte contre lui en vertu de l'article 351 du code pénal (violation des règles de vol) pour la perte d'un avion. Il est condamné à quatre ans de prison et à une amende de 5 millions de roubles. En 2013, il est renvoyé de l'armée.
En 2022, il participe à l'invasion russe de l'Ukraine. Selon les médias ukrainiens, il meurt le 22 mai 2022 près de Popasna, pilotant un Soukhoï Su-25, qui est abattu par des soldats de la 80e brigade d'assaut aérien des forces armées ukrainiennes.